# Nový židovský hřbitov v Hostouni
Židovský hřbitov se nachází v Hostouni při silnici Na Obci, 300 m severovýchodně od hřbitova starého. Jeho obřadní síň byla postavena současně se založením pohřebiště – sloužit začal roku 1848 s koncem pohřbívání na zdejším starém hřbitově. Je chráněn jako kulturní památka České republiky.
Nachází se zde kolem 340 náhrobků z let 1856-1936, mezi nimiž jsou zajímavostí především náhrobní kámen kladenského chirurga Bernarda Sterna, jenž zemřel v roce 1876, s epitafem v latině nebo stéla s postavou anděla.
Pohřbeni zde byli také příbuzní spisovatele Oty Pavla. Od poloviny 90. let 20. století byly vztyčovány povalené náhrobky a probíhala oprava ohradní zdi, jež není kompletní, a hřbitov je tak volně přístupný.